# 大沢辰也
大沢 辰也（おおさわ たつや、1983年3月8日 - ）は、日本中央競馬会（JRA）所属の元騎手。氏名の戸籍上の正式表記は「大澤 辰也」である。

## 略歴
競馬学校騎手課程第17期生。同期に石神深一、大庭和弥、川島信二、小坂忠士、田中亮、柄崎将寿、難波剛健、平沢健治、蓑島靖典がいる。
2001年3月1日、美浦トレーニングセンターの増沢末夫厩舎所属の騎手として免許取得。
同年3月3日、中山競馬第3日第3競走で初騎乗（イガノクララベル、12着）。7月8日にオープン特別の巴賞で自身未勝利ながらプレジオに騎乗して10着だった。デビュー年は騎乗機会73回のうち、3着1回が最高で初勝利を挙げることができなかった。
翌2002年、所属していた増沢厩舎を離れ、フリーランスとなったが騎乗機会に恵まれず、同年9月17日付で騎手を引退した。JRA競走通算成績120戦0勝。2015年現在、競馬学校騎手課程を卒業した騎手でJRA競走未勝利で引退したのは、大沢のほか、谷口一明（1期生）、高嶋活士（27期生）の3人である。